# Quévaise
La quévaise (quemaes en moyen breton, kevaez en breton moderne) est une pratique successorale de certaines seigneuries ecclésiastiques de Bretagne, qui avait été mise en place pour faciliter les défrichements, donc la mise en valeur agricole et le peuplement.

## Histoire
Le système de la quévaise a pu apparaître initialement comme un statut protecteur pour le paysan, car il est sans limite de temps et le quévaisier ne peut pas être expulsé s'il ne quitte pas sa terre, qu'il peut transmettre à son plus jeune fils (à condition d'avoir un héritier en ligne directe). Le quévaisier ne peut aliéner ou vendre le bien sans la permission du seigneur et alors le droit de mutation est très lourd (du quart à la moitié du prix de vente). Sur les quévaises le champart est élevé (du 1/7° au 1/4 de la récolte). En cas de succession directe c'est l'enfant le plus jeune qui prend le bien (voir juveigneurie), payant à ses frères et sœurs leurs parts d'héritages. Si le quevaisier meurt sans héritiers directs (succession « sans hoirs »),  la terre revient au seigneur ecclésiastique propriétaire.
Selon les comptes de la frairie de Kerbriand (laquelle comptait 9 quévaisiers) concernant l'année 1756, l'abbé du Relec percevait 28 % du revenu des terres, n'en laissant donc que 72 % aux quévaisiers.
Selon Erwan Léon, les quévaises de la frairie de Saint-Carré (en Lanvellec) auraient été des exploitations agricoles de 1,5 à une dizaine d'hectares, pour une superficie moyenne de 5,3 ha en terres labourables et prés ».

## Ordre de Saint-Jean de Jérusalem
Les quévaises étaient aussi un mode de tenure utilisé par les Hospitaliers en Bretagne. Elles se retrouvaient pour les terres dépendant des commanderies de l'ordre de Saint-Jean de Jérusalem comme La Feuillée, Le Paraclet, Loc'h-Maël (Maël et Loc'h, en Bulat-Pestivien), Runan, Plélo, Le Croisty) étaient éparpillées dans une trentaine de paroisses, les plus nombreuses étant à Pont-Melvez (115 quévaises), Ploumilliau, Ploulec'h et Plouaret (183 quévaises en tout), La Feuillée (83 quévaises), Maël-Carhaix (72 quévaises), Louargat (66 quévaises),.. 
Ces quévaises étaient regroupées en membres" dépendant des différentes commanderies (le "membre" du Relec comprenait 194 quévaises situées à Plounéour-Ménez, Commana, Plourin, Plougonven, Le Cloître ; parmi les autres membres : Bégard et Penlan, Manac'hty, Plufur, Outrellé (près de Brasparts), Lanven (près de Morlaix).
Le cahier de doléances de la paroisse de Pont-Melvez, qui était le siège d'une commanderie, a été conservé ; il contient notamment des plaintes des paroissiens à propos des quevaises : « Nous sommes seuls sous l'usement fatal de quevaise, sous lequel nous gémissons depuis plusieurs années sans jamais avoir pus nous affranchir et nous rendre libres sous l'usement commun de cette province » écrivent-ils.

## Fonctionnement
Généralement, le quevaisier devait cultiver chaque année au moins la moitié des "terres chaudes" (bonnes terres, fumées et amendées, cultivées principalement en céréales (avoine, orge, seigle, peu de froment), en blé noir, en navets et fèves, etc. afin de ne pas léser le seigneur qui prélevait une partie des récoltes. Les "terres froides", appelées "gaigneries", cultivées épisodiquement, couvertes le plus souvent de lande ou ensemencées en ajoncs, étaient cultivées de temps à autre après écobuage et défrichement à la marre (sorte de bêche), étaient alors ensemencées en seigle et soumises à champart : le prélèvement du seigneur était en moyenne de 3 gerbes sur 20. Le quevaisier versait aussi une petite redevance pour le droit de pâturage et d'occupation des landes et fournissait quelques « gélines » (volailles) au seigneur. La sujétion seigneuriale est donc forte : le paysan doit cultiver en céréales ou blé noir au moins la moitié des "terres chaudes" » car le seigneur y prélève le champart, qui peut atteindre jusqu'au quart de la récolte.
« Le système très égalitaire de la quévaise a profondément marqué les paysages et les mentalités. Ainsi, on a pu montrer que les zones de quévaise présentaient une nette originalité dans leurs choix politiques avec un vote majoritairement "rouge" comme l'ont montré le sociologue Ronan Le Coadic ou l'ethnologue Patrick Le Guirriec » [dans des communes comme Plourac'h, Bolazec, Lohuec, Scrignac par exemple].